# Ceclava Czapska
Ceclava Czapska (Bucarest, 2 gennaio 1899 – Roma, 1º dicembre 1970) fu una donna che proclamò di essere la granduchessa russa Maria Nikolaevna Romanova.

## Biografia
Il 20 gennaio 1919 in Romania sposa il principe Nicolaj Dolgorukij (chiamato anche con il nome "di Fonzo"). I due ebbero due figlie: Beatrice e Yolanda. Ceclava muore di polmonite nel 1970 a Roma, nella Casa di Cura Privata Villa Mafalda. La sua tomba è in Prima Porta.